# Čenovice
Čenovice (německy Tschenowitz) je malá vesnice, část obce Čestín v okrese Kutná Hora. Nachází se asi 1,5 kilometru jihovýchodně od Čestína. Vesnicí protéká Čenovický potok.
Čenovice je také název katastrálního území o rozloze 3,81 km².

## Historie
První písemná zmínka o vesnici pochází z roku 1489.

## Pamětihodnosti
- Dům čp. 18